# Ганболд Ганбаяр
Ганболд Ганбаяр (монг. Ганболдын Ганбаяр; род. 3 сентября 2000, Сухэ-Батор, Сэлэнгэ, Монголия) — монгольский футболист, полузащитник клуба «Академия Пушкаша» и сборной Монголии.

## Карьера

### «Академия Пушкаша»
В ноябре 2016 года перешёл в «Академию Пушкаша», где играл в молодёжных командах. Дебютировал в Национальном Чемпионате 30 августа 2020 года в матче с «Уйпештом».

### «Комарно»
В июле 2021 года отправился в аренду в словацкий «Комарно». Дебютировал во Второй лиге 24 июля 2021 года в матче с ФК «Дубница». Забил дебютный мяч в ворота ФК «Бардеёв». В Кубке Словакии вышел на поле в матче с клубом «ДАК 1904».

## Карьера в сборной
Играл за сборные Монголии U14 и U23. В 2021 году был вызван в национальную сборную Монголии. Дебютировал на международном уровне в матче группового этапа квалификации к ЧМ 2022 против сборной Таджикистана. Оформил дубль в ворота сборной Йемена в квалификации Кубка Азии.